# Coprothermobacter proteolyticus
Coprothermobacter proteolyticus è una specie di batterio appartenente alla famiglia delle Coprothermobacteraceae.